# Los Sauces

Los Sauces é uma comuna do Chile, localizada na Província de Malleco, IX Região de Araucanía.
A comuna limita-se: a oeste com Purén; a norte com Angol; a leste com Ercilla; a sul com Traiguén e Lumaco.

## História
A comuna de Los Sauces foi fundada em 28 de dezembro de 1874, com o nome de Colipí de Los Sauces, pelo General Chefe do Exército da Fronteira Basilio Urrutia Vásquez, no governo do presidente Federico Errázuriz Zañartu.
Durante a primeira metade do século XX, constituiu um importante centro no comércio agrícola na província de Malleco, a qual foi conhecida como "o celeiro do Chile". Sua localização estratégica (entre Angol, Purén e Traiguén), fez de Los Sauces uma comuna muito importante.

## Atualidade
De acordo com o último censo (ano de 2002), Los Sauces tem uma população de 7.581 habitantes, 16% menor em relação ao censo anterior (ano de 1992). Este fenômeno se deve, entre outras razões, à carência de empregos estáveis, além da troca gradual da atividade econômica na comuna durante os últimos vinte anos, transformando-se em uma área predominantemente florestal, situação que levou muitos camponeses a vender suas terras (de uso agrícola) ao setor florestal, emigrando para outras zonas e cidades.
Apesar de Los Sauces, ser uma comuna com pouca população, possui todos os servicos públicos necessários, e caracteriza-se por ter 100% de suas ruas pavimentadas.